# Regjo
Regjo  ist ein Regionaljournal, das in verschiedenen Ausgaben in den Regionen Südniedersachsen (Göttingen) und Südostniedersachsen (Braunschweig/Wolfsburg), der  Metropolregion Hamburg und im Wirtschaftsraum Leipzig/Halle erscheint.

## Geschichte
Seit 1996 erscheint das Regional-Journal in der Region Südniedersachsen (Göttingen) und seit 1999 in Südostniedersachsen (Braunschweig/Wolfsburg).
Das Regionaljournal für den Wirtschaftsraum Leipzig/Halle erscheint im Frühjahr 2004. Daraus entwickelte sich REGJO Das Magazin für Wirtschaft und Kultur aus Mitteldeutschland. Die Publikation thematisiert Inhalte aus Wirtschaft und Kultur aus den Bundesländern Sachsen, Sachsen-Anhalt und Thüringen. 2010 wird das REGJO Magazin Mitteldeutschland im Rahmen des BCP (Best of Corporate Publishing), dem größten Corporate Publishing Wettbewerb Europas, mit dem Silber-Award ausgezeichnet.
Seit November 2005 erscheint eine Ausgabe in der Metropolregion Hamburg.
Im Oktober 2006 erschien ein Regjo-Spezial „Wirtschaft und Wissenschaft“ für die Metropolregion Sachsendreieck (heute Metropolregion Mitteldeutschland) in deutscher und englischer Sprache.

## Auflage und Verteilung
Die Verteilung erfolgt durch bundesweite Auslage im ICE (1. Klasse), in der jeweiligen Region und per Direktversand. Regjo erscheint vierteljährlich und hat einen Umfang von 100–130 Seiten. Das Format beträgt 235 × 303 mm und der  Satzspiegel 215 × 285 mm.
- Regjo Mitteldeutschland 12.000 Exemplare
- Regjo Göttingen: 20.000 Exemplare
- Regjo Braunschweig: 45.000 Exemplare
- Regjo Hamburg: 40.000 Exemplare